# Атанас Атанасов (архитект)
Вижте пояснителната страница за други личности с името Атанас Атанасов.
Атанас Атанасов е български архитект.

## Биография
Роден е в София, Царство България. Възпитаник е на Политехническия институт, където завършва архитектура през 1952 година. Носител е на орден „Червено знаме на труда“. Атанасов е автор на различни паметници, градоустройствени планове и
сгради из България. Сред неговите творби са паметниците:
- „Монумент на столетието“ (Плевен, със скулптор Димитър Бойков)[2]
- „На загиналите ученици-антифашисти“ (Севлиево, със скулптор Димитър Боновски)[1]
- „На антифашистката боркиня Баба Койка“ (Ботевград, със скулптор Димитър Боновски)[1]

Проектант е на хотелите „Чучулига“ и „Славей“ в курорта Златни пясъци.